# VV Cortgene
VV Cortgene is een Nederlandse amateurvoetbalclub uit Kortgene in Zeeland, opgericht in 1930. Het eerste elftal van de club speelt in de Reserve klasse zaterdag.
Cortgene speelt op Sportpark Irislaan in Vlissingen. De club bood van 2004 tot 2011 ook onderdak aan Jeugd Voetbal Opleiding Zeeland (JVOZ) en speelde met gezamenlijke jeugdelftallen. JOVZ ging in 2011 in Vlissingen spelen maar bleef gebruikmaken van de licentie van Cortgene. 
VV Bevelanders · VV Colijnsplaatse Boys · VV Cortgene